# Dysdera pharaonis
Dysdera pharaonis là một loài nhện trong họ Dysderidae.
Loài này thuộc chi Dysdera. Dysdera pharaonis được Eugène Simon miêu tả năm 1907.